# ППК-20
Пистолет-пулемёт Калашникова (ППК-20) — 9-мм пистолет-пулемёт концерна «Калашников», разработка и государственные испытания завершились в 2020 году, поставки начались в 2021 году. Полное название — пистолет-пулемёт Калашникова образца 2020 года. Автомат назван в честь Виктора Михайловича Калашникова, сына легендарного советского конструктора-оружейника. Оружие предназначено в первую очередь для специальных подразделений МВД, ФСБ и ФСО России.

## Общие сведения
Общая длина пистолета-пулемёта составляет от 640 до 700 мм в зависимости от положения приклада. Длина ствола ППК-20 составляет 233 мм. Патрон — 9×19 мм Парабеллум, ёмкость применяемых с оружием магазинов 30 патронов. Масса оружия — 3,65 кг.
Впервые ППК-20 был представлен широкой публике в 2020 году в рамках работы международного форума «Армия-2020». При выполнении опытно-конструкторских работ по созданию нового образца стрелкового оружия за основу был принят серийно выпускающийся в Ижевске пистолет-пулемёт «Витязь-СН».
При создании ППК-20 конструкторами были учтены все замечания, выявленные при серийном изготовлении пистолетов-пулемётов «Витязь-СН». И приведены в соответствие с требованиями тактико-технического задания состав и конструкция нового изделия.
ППК-20 имеет улучшенную эргономику. Также была повышена надёжность пистолета-пулемёта. Помимо этого в его состав был введён прибор малошумной стрельбы.
В состав ППК-20 входят ремень с двухточечным и одноточечным закреплением на теле пистолета-пулемёта и специальная сумка, выполненная из материала с цифровой маскирующей окраской. Сумка предназначена для переноски стрелком приборов малошумной стрельбы, магазинов, крепёжных устройств, оружейной маслёнки и других приспособлений.
ППК-20 может оснащаться телескопическим шестипозиционным прикладом, который складывается на левую сторону. Пистолетная рукоятка выполнена эргономичной. Появилась дополнительная полочка на переводчике режимов огня, что положительным образом должно сказаться на стабильности ведения огня. На крышке ствольной коробки разместилась длинная планка Пикатинни. Кроме этого крепёжные планки могут устанавливаться снизу и сбоку на цевье оружия, обеспечивая удобство крепления многочисленного обвеса.
На ППК-20 установлен щелевой пламегаситель с байонетным креплением прибора малошумной стрельбы, которое позволяет стрелку достаточно быстро установить прибор малошумной стрельбы на ППК-20.
По информации президента концерна «Калашников» Алана Лушникова ППК-20 будет принят на вооружение ВС России в 2022 году.
Для стрельбы могут применяться как обычные стандартные 9х19, так и бронебойные 9х19 7H21. 